# فینال جام در جام اروپا ۱۹۹۳
فینال جام در جام اروپا ۱۹۹۳، رقابت پایانی جام در جام اروپا در سال ۱۹۹۳ میلادی است که مابین دو تیم باشگاه فوتبال پارما و باشگاه فوتبال رویال آنتورپ برگزار شده‌است.
این مسابقه که در تاریخ ۱۲ مه ۱۹۹۳ انجام شده‌است با نتیجه ۳ بر ۱ به سود تیم باشگاه فوتبال پارما به پایان رسید.